# St Kitts and Nevis Labour Party
St Kitts and Nevis Labour Party (SKNLP) ist eine sozialdemokratische politische Partei in St. Kitts und Nevis. Sie wurde 1932 als St Kitts Worker’s League gegründet und ist Beobachter bei der Sozialistischen Internationalen. Ihr Vorsitzender ist Thomas Manchester (Stand 2024).
Die SKNLP ist seit 2022 unter Premierminister Terrance Drew die Regierungspartei von St. Kitts und Nevis. Zuvor regierte sie bereits von 1960 bis 1983 und von 1995 bis 2015. Während des zweiten Regierungszeitraumes hielt die St Kitts and Nevis Labour Party wieder die absolute Mehrheit in der Nationalversammlung von St. Kitts und Nevis. Dadurch konnte sie wieder die Regierung stellen; damals unter Premierminister Denzil Douglas.